# Вімблдонський турнір 2017
Вімблдонський турнір 2017 проходив з 3 липня по 16 липня 2017 року на кортах Всеанглійського клубу лаун-тенісу і крокету в передмісті Лондона Вімблдоні. Це був 131-й Вімблдонський чемпіонат, а також третій турнір Великого шлему з початку року. Турнір входив до програм ATP та WTA турів.

## Огляд подій та досягнень
В індивідуальному розряді чоловічого турніру свій титул захищав британець Енді Маррей. Він поступився в чвертьфіналі. А виграв рекордний восьмий раз Роджер Федерер, Це також була рекордна 19-та перемога в турнірах Великого шлему. Енді Маррі, Рафаель Надаль, Новак Джокович та Стан Вавринка за результатами турніру могли стати першими ракетками світу. Ніхто з претендентів на звання першої ракетки не виступив успішно, і Маррі зберіг першу сходинку рейтингу за собою. 
Чемпіонка Вімблдону минулих двох років серед жінок, американка Серена Вільямс, не захищала титул через вагітність. Новою чемпіонкою стала Гарбінє Мугуруса, для якої це були перше  вімблдонське чемпіонство та другий титул Великого шлему. У жінок на звання першої ракетки світу перед турніром претендували Анджелік Кербер, Кароліна Плішкова та Симона Халеп. Усі вони припинили боротьбу до півфіналу, а першою ракеткою світу стала Кароліна Плішкова. 
Лукаш Кубот та Марсело Мело стали вімблдонськими чемпіонами в парному чоловічому розряді вперше. Для кожного з них це був другий титул Великого шлему, хоча попередні перемоги вони здобували в складі інших пар. 
Минулорічними чемпіонками в жіночому парному розряді були сестри Вільямс, тож за відсутності вагітної Серени вони титул не захищали. Фаворитками на виграш (і претендентками на календарний великий шолом) вважалися американсько-чеська пара Бетані Маттек-Сендс / Луціє Шафарова. Однак Бетані отримала важку травму вже на цьому турнірі, тож пара вибула з боротьби. Перемогли росіянки, олімпійські чемпіонки, Катерина Макарова / Олена Весніна, для яких це був перший вімблдонський титул та третій титул Великого шлему в парних жіночих змаганнях. 
Мартіна Хінгіс удруге виграла вімблдонський мікст, її партнер Джеймі Маррей теж виграв Вімблдон у міксті вдруге, через десять років після першого успіху. 

### Призовий фонд
2017 призовий фонд збільшився до 31,6 млн фунтів стерлінгів. 
Переможці чоловічого та жіночого індивідуальних турнірів отримають по £2,2 млн. Зросли також грошові премії для гравців на інвалідних візках.
| Змагання         | П          | Ф          | ПФ                 | ЧФ                | 1/8      | 1/16    | 1/32    | 1/64    | Q3      | Q2     | Q1     |
| Одиночний розряд | £2,200,000 | £1,100,000 | £550,000           | £275,000          | £147,000 | £90,000 | £57,000 | £35,000 | £17,500 | £8,750 | £4,375 |
| Парний розряд*   | £400,000   | £200,000   | £100,000           | £50,000           | £26,500  | £16,500 | £10,750 | —       | —       | —      | —      |
| Мікст*           | £100,000   | £50,000    | £25,000            | £12,000           | £6,000   | £3,000  | £1,500  | —       | —       | —      | —      |
| Одиночний, візки | £30,000    | £15,500    | £10,500, 3-є місце | £8,000, 4-е місце | —        | —       | —       | —       | —       | —      | —      |
| Парний, візки*   | £15,000    | £7,750     | £5,250, 3-є місце  | £4,000, 4-е місце | —        | —       | —       | —       | —       | —      | —      |

* на пару

## Результати фінальних матчів

### Дорослі
| Одиночний розряд. Джентльмени (Детальніше) |                               |                             |
| Роджер Федерер                             | Марин Чилич                   | 6-3, 6-1, 6-4               |
|                                            |                               |                             |
| Одиночний розряд. Леді (Детальніше)        |                               |                             |
| Гарбінє Мугуруса                           | Вінус Вільямс                 | 7-5, 6-0                    |
|                                            |                               |                             |
| Парний розряд. Джентльмени                 |                               |                             |
| Лукаш Кубот Марсело Мело                   | Олівер Марах Мате Павич       | 5-7, 7-5, 77-62, 3-6, 13-11 |
|                                            |                               |                             |
| Парний розряд. Леді                        |                               |                             |
| Катерина Макарова Олена Весніна            | Чжань Хаоцін Моніка Нікулеску | 6-0, 6-0                    |
|                                            |                               |                             |
| Мікст                                      |                               |                             |
| Мартіна Хінгіс Джеймі Маррей               | Гезер Вотсон Генрі Контінен   | 6-4, 6-4                    |
|                                            |                               |                             |

### Юніори
| Одиночний розряд. Хлопці   |                                |               |
| Алехандро Давидович Фокіна | Аксель Хеллер                  | 7–6(7–2), 6–3 |
|                            |                                |               |
| Одиночний розряд. Дівчата  |                                |               |
| Клер Лю                    | Енн Лі                         | 6-2, 5-7, 6-2 |
|                            |                                |               |
| Парний розряд. Хлопці      |                                |               |
| Аксель Хеллер Сю Юсю       | Юрій Родіонов Міхаїл Врбленскі | 6–4, 6–4      |
|                            |                                |               |
| Парний розряд. Дівчата     |                                |               |
| Ольга Данилович Кая Юван   | Кейті Макнеллі Вітні Осуїгве   | 6–4, 6–3      |
|                            |                                |               |

## Виноски
1. ↑  Serena Williams is pregnant, will return to tennis in 2018. Архів оригіналу за 6 липня 2017. Процитовано 20 червня 2017.
2. ↑  Wimbledon 2017 prize money: How much will players earn. The Daily Telegraph. 4 травня 2017. Архів оригіналу за 6 липня 2017. Процитовано 10 червня 2017.